# Ceraclea kamonis
Ceraclea kamonis är en nattsländeart som först beskrevs av Tsuda 1942.  Ceraclea kamonis ingår i släktet Ceraclea och familjen långhornssländor. Inga underarter finns listade i Catalogue of Life.